# Парадиж (гміна)
Гміна Парадиж (пол. Gmina Paradyż) — сільська гміна у центральній Польщі. Належить до Опочинського повіту Лодзинського воєводства.
Станом на 31 грудня 2011 у гміні проживало 4458 осіб.

## Площа
Згідно з даними за 2007 рік площа гміни становила 81.56 км², у тому числі:
- орні землі: 78.00%
- ліси: 16.00%

Таким чином, площа гміни становить 7.85% площі повіту.

## Населення
Станом на 31 грудня 2011:
| Опис     | Загалом | Загалом | Чоловіки | Чоловіки | Жінки | Жінки |
| -------- | ------- | ------- | -------- | -------- | ----- | ----- |
| одиниця  | осіб    | %       | осіб     | %        | осіб  | %     |
| все      | 4458    | 100     | 2290     | 51.37    | 2168  | 48.63 |
| міське   | 0       | 100     | 0        |          | 0     |       |
| сільське | 4458    | 100     | 2290     | 51.37    | 2168  | 48.63 |

## Сусідні гміни
Гміна Парадиж межує з такими гмінами: Александрув, Білачув, Жарнув, Мнішкув, Славно.